# Leigh-on-Sea

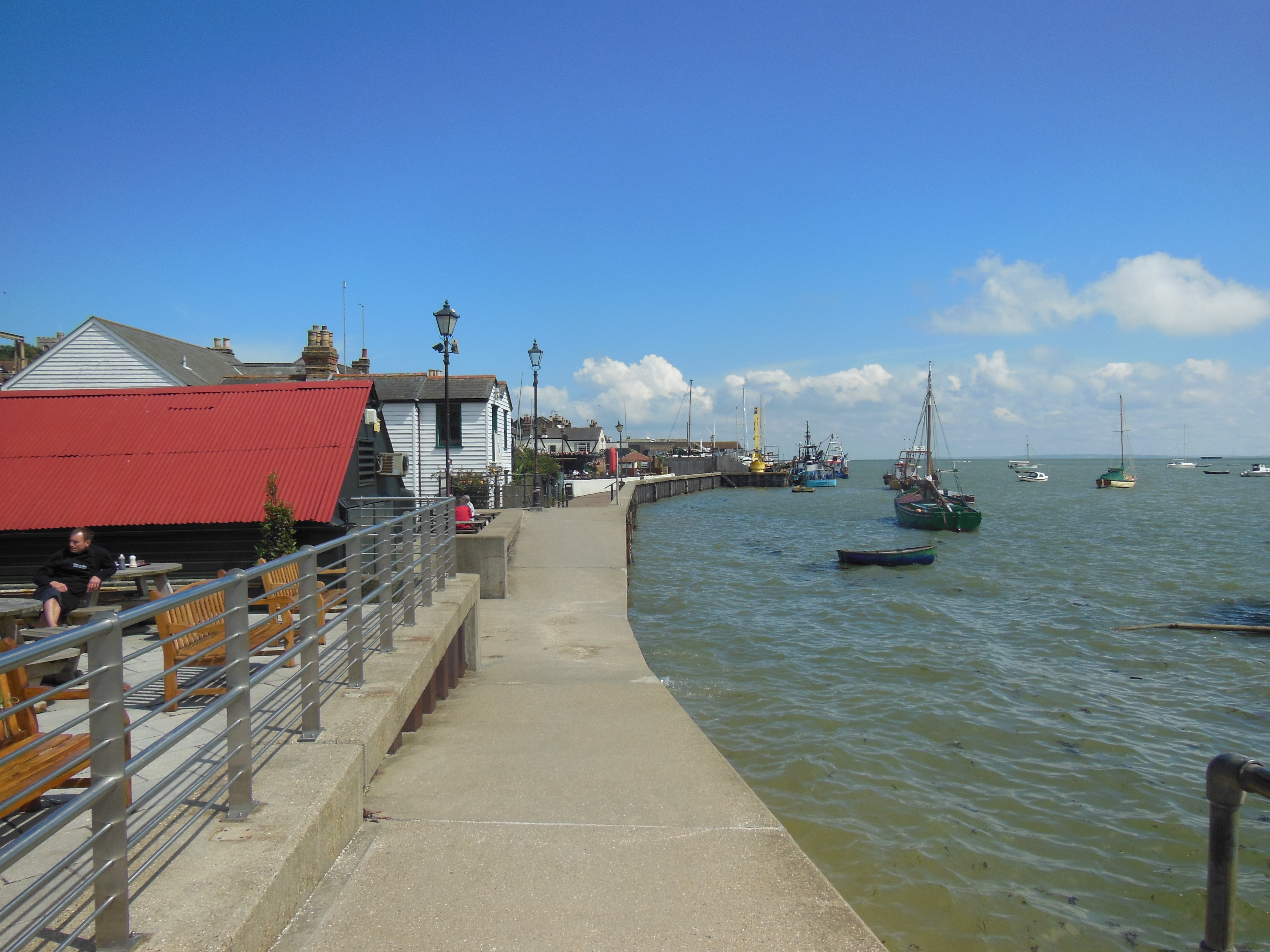
Old Leigh, le front de mer.

Leigh-on-Sea est une ville d'Angleterre (Royaume-Uni) située dans le comté d'Essex. Faisant partie administrativement de l'agglomération de Southend-on-Sea depuis 1913, elle a néanmoins su conserver son identité. La ville est peuplée de 22 509 habitants (2011). Elle est caractérisée par son petit port et la plage, où l'on mange traditionnellement les fruits de mer au bord de la mer.
Parmi les personnalités natives de Leigh-on-Sea, citons les comiques Lee Evans et Phil Jupitus et l'actrice Helen Mirren. Mirren mettait en colère quelques habitants, quand elle classait la ville comme « l'aisselle du monde ». Leigh-on-Sea est aussi la ville où le député David Amess a été assassiné au cours d'une réunion de circonscription en 2021.